# Михайлівський Рудник (станція)
Миха́йлівський Рудни́к — залізнична станція Орловсько — Курському відділення Московської залізниці на одноколійній  неелектрифікованої лінії Арбузово — Орел. Розташована за 3 км від міста Желєзногорськ Курської області. 

## Історія
У вересні 1957 року розпочато будівництво залізничної лінії від станції Арбузово до споруджуваного на той час Михайлівського залізорудного  комбінату.
У листопаді 1960 року лінія Арбузово — Михайлівський Рудник державною комісією введена в експлуатацію.
У 1968 році ухвалено рішення про будівництво продовження лінії Арбузово — Михайлівський Рудник до станції Орел, яке було повністю завершено у 1975 році.
У 2003 році була розпочата масштабна реконструкція станційного господарства і будівництво нового залізничного вокзалу. Фінансування будівництва здійснювалося спільно з адміністрацією Курської області. Нова будівля вокзалу відкрита 3 травня 2005 року. За словами Володимира Старостенка на урочистому відкритті, вокзал розрахований на перспективу розвитку міста Желєзногорська. Будівля вокзалу двоповерхова, загальною площею 938,75 м², побудована за індивідуальним проєктом.

## Діяльність станції
На станції здійснюється оборот приміських поїздів, що прямують з Орла.
Михайлівський Рудник є важливою вантажною станцією Курщини. Станція забезпечує підприємства міста Желєзногорська та Михайлівський ГЗК. На станції є сушильні печі для обробки сирого концентрату, який надходить з Михайлівського ГЗК взимку.

## Пасажирське сполучення
Приміське сполучення
Станція є кінцевою для приміських поїздів, які прямують за маршрутом Орел — Михайлівський Рудник (дві пари на добу). Крім того, раніше через Михайлівський Рудник щодня курсували дві пари приміських поїздів сполученням Льгов — Курбакінська, а також  прискорений приміський поїзд Льгов — Орел.
Далеке сполучення
На станції зупинявся лише один поїзд далекого сполучення № 141/142 «Сейм» Москва — Льгов.